# البيرمو-فحمي
البيرمو-فحمي (باللاتينية: Permo-Carboniferous)، هي الفترة الزمنية التي تشمل الأجزاء الأخيرة من العصر الفحمي والجزء المبكر من العصر البرمي. توجد صخور البيرمو-فحمي في أماكن متغايرة بسبب وجود حفريات انتقالية، وأيضًا حيث لا يوجد انقطاع طبقي واضح.
كانت فترة البيرمو-فحمي، منذ حوالي 300 مليون سنة، فترة جليدية كبيرة. كان التوزيع الواسع للرواسب الجليدية للبيرمو-فحمي في كل من أمريكا الجنوبية وإفريقيا ومدغشقر وشبه الجزيرة العربية والهند والقارة القطبية الجنوبية وأستراليا أحد الأدلة الرئيسية على نظرية الانجراف القاري، وأدى في النهاية إلى مبدأ القارة العظمى بانجيا. امتد النشاط الجليدي تقريبًا طوال العصر الفحمي والبرمي المبكر. في نهاية العصر الكربوني، منذ حوالي 290 مليون سنة، كانت غندوانا، الجزء الجنوبي من بانجيا، تقع بالقرب من القطب الجنوبي. توسعت المراكز الجليدية عبر القارات، مما أدى إلى إنتاج الحتات الجليدي والخدوش في الصخور الموجودة مسبقًا. وانتقل المركز المعقد من الجليد عبر أمريكا الجنوبية والقارة القطبية الجنوبية وجنوب إفريقيا بين حوالي 350 و240 مليون سنة مضت. وبسبب الصعوبات الزمنية فقد تعقدت مهمة رسم مخطط لتطور الغطاء الجليدي خلال هذه الفترة. كان الغطاء الجليدي في البيرمو-فحمي واسع النطاق لدرجة أنه كان يشغل دائرة تمتد على 50 درجة من خط العرض ومركزها القطب.